# Mirage Studios
Mirage Studios је независна америчка стрип-компанија коју су 1983. године основали Кевин Истман и Питер Лерд. Налази се у Нортхемптону, Масачусетс, и најпознатија је по стрип-серијалу Нинџа корњаче.